# Iglesia de San Domenico (Urbino)

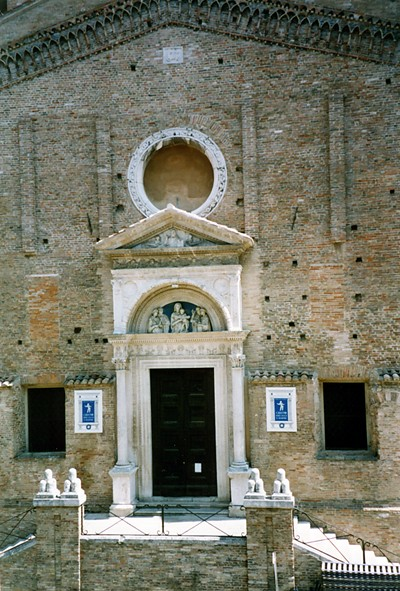
Frente de la fachada

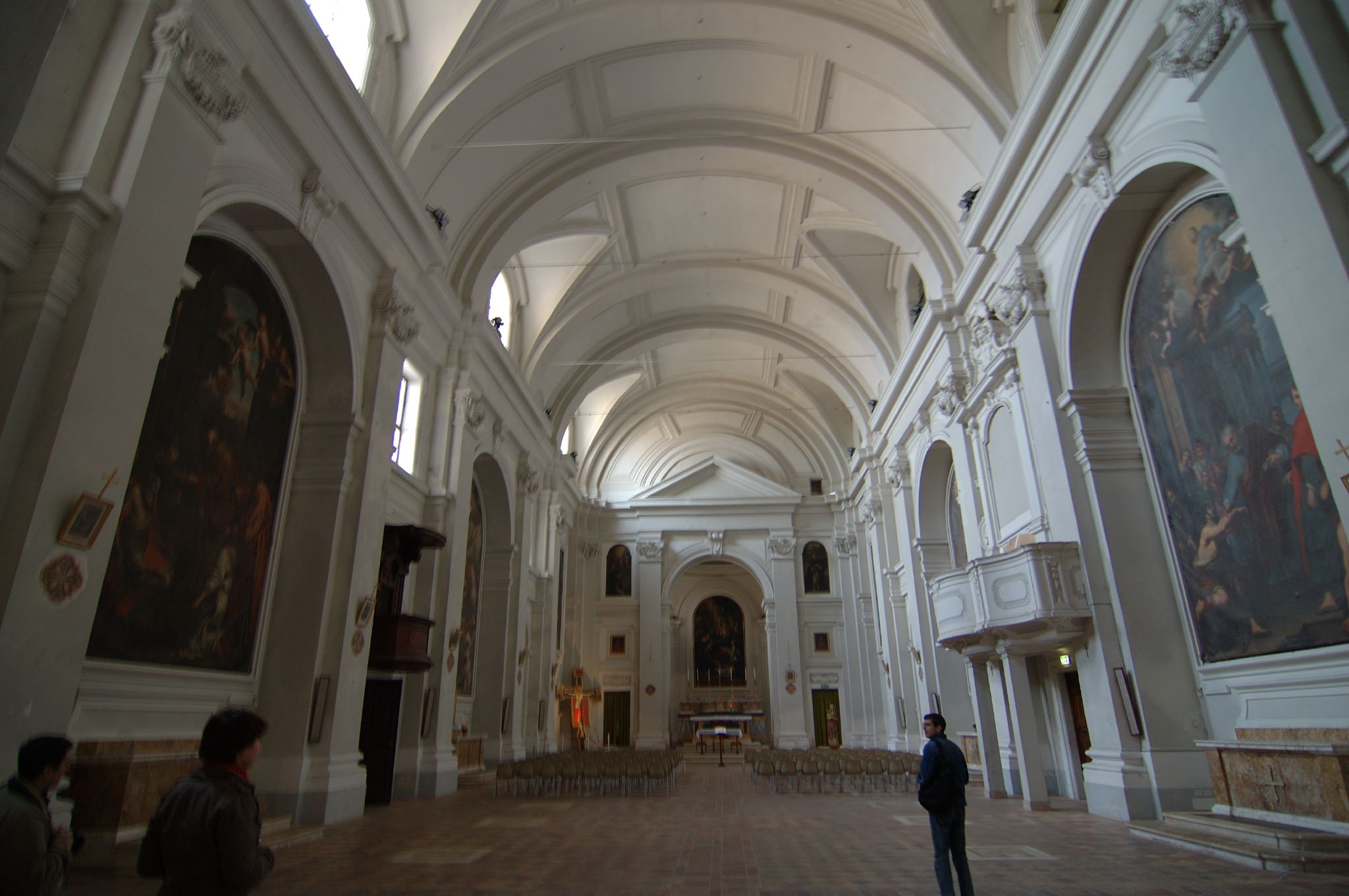
Interior de la iglesia.

La iglesia de San Domenico en Urbino en la actualidad está fuera de culto religioso, se encuentra situada al principio de la calle del mismo nombre, casi enfrente de la entrada del Palacio Ducal de Urbino.

## Historia
Creado por la comunidad dominicana entre 1362 y 1365, fue consagrada en 1365, precisamente. Sin embargo, es probable que algunas partes del edificio sea de unas décadas antes, como lo demuestra la revisión de algunos frescos en el ábside.
El interior fue reformado en el siglo XVIII por Filippo Barigioni (1729-1732).

## Exterior
La fachada es de ladrillo y se caracteriza por una doble escalera que va a converger en el porche del siglo XV, está hecha en mármol travertino entre 1449 y 1451 de Maso di Bartolomeo: primera empresa del renacimiento en Urbino. El trabajo se completó más tarde por Michele di Giovanni da Fiesole en 1454.
La luneta en la parte superior es obra de Luca della Robbia, así como el grupo representando a la Virgen y el Niño con los Santos Domingo, Tomás de Aquino, Alberto Magno y Pedro el Mártir, en cerámica (con fecha de 1451; la actual es una copia perfecta, el original se encuentra en el Palacio Ducal de Urbino.)
No obstante la fachada ha sido alterada desde su construcción original por la apertura de dos ventanas, aunque se ha mantenido el friso de ladrillo y el óculo decorado con motivos vegetales.)

## Interior
El interior consta de una nave, a raíz de las obras de renovación por Barigioni, se perdió algunas decoraciones a lo largo de los muros. Entre 1950 y 1960 salió a la luz dos ciclos pictóricos de frescos en el ábside atribuidos a Antonio Alberti da Ferrara. Actualmente se encuentran almacenados en la Galería Nacional de las Marcas y el Museo Diocesano de Albani.
Hay dos pinturas de Francesco Vanni, el altar mayor es obra de Giovanni Conca.